# Giochi panatenaici

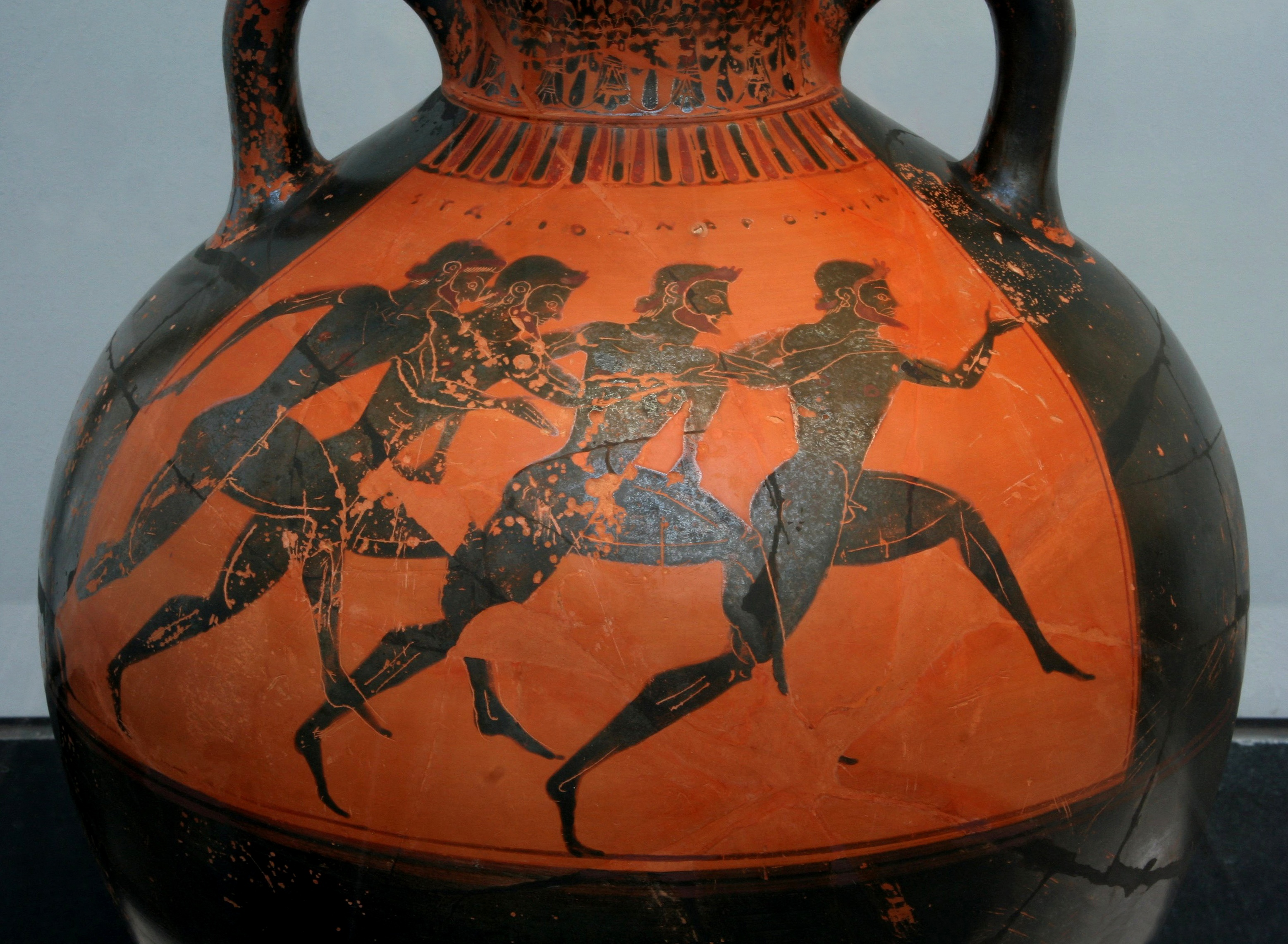
Un vaso greco a figure nere risalente a circa il 530 a.C. le cui decorazioni raffigurano degli atleti impegnati nei Giochi Panatenaici

I Giochi Panatenaici erano un insieme di competizioni sportive che nell'antica Grecia si tenevano ogni quattro anni ad Atene in onore della dea Atena, protettrice della città.
I giochi facevano parte di una più ampia serie di feste di carattere religioso, le Panatenee, che si celebravano invece con cadenza annuale. Ogni quattro anni, in coincidenza con l'organizzazione dei giochi, le feste prendevano il nome di "Grandi Panatenee" e duravano dai 5 ai 6 giorni in più delle feste normali. Per i cittadini ateniesi i Giochi Panatenaici erano la competizione più prestigiosa, anche se in realtà non erano importanti come i Giochi olimpici o altri Giochi panellenici.
Le Grandi Panatenee furono organizzate per la prima volta da Pisistrato nel 566 a.C. sul modello dei Giochi Olimpici. Pisistrato aggiunse anche delle competizioni musicali e poetiche, presenti nel programma dei Giochi pitici ma non in quelli Olimpici. Le competizioni erano divise in due categorie: quelle riservate ai soli Ateniesi e quelle aperte a qualsiasi Greco che desiderasse parteciparvi. Le gare aperte a tutti erano essenzialmente le stesse dei Giochi Olimpici e comprendevano pugilato, lotta, pancrazio, pentathlon e la corsa dei carri. Tra tutte la più prestigiosa era la corsa con i carri, a differenza delle Olimpiadi in cui la più importante era lo Stadion, ovvero una corsa a piedi. Il vincitore della corsa dei carri riceveva in premio 140 anfore panatenaiche piene di olio d'oliva.
Le gare a cui potevano partecipare solo gli Ateniesi erano diverse. Tra queste c'erano:
- Una corsa da disputarsi reggendo una fiaccola che andava dal Pireo all'Acropoli
- Dei combattimenti simulati di opliti e cavalieri
- Il lancio del giavellotto da cavallo
- Le Apobatie, delle gare tra carri nelle quali il guidatore doveva saltare giù dal carro, corrergli a fianco e balzare nuovamente a bordo
- Le Pirriche, che probabilmente consistevano in esercitazioni militari effettuate con un accompagnamento musicale
- L'Evandria, che era essenzialmente una gara di bellezza tra gli atleti.

In un periodo successivo fu introdotta anche una gara di voga. Le gare si svolgevano allo Stadio Panathinaiko, che è ancora in uso anche ai giorni nostri.
Le Panatenee comprendevano anche concorsi poetici e musicali. Furono istituiti dei premi per la migliore declamazione dei poemi omerici da parte dei rapsodi, per i migliori suonatori di aulos e di kithara (una specie di lira), e per il canto che si accompagnava a questi strumenti.
La processione che si concludeva al Partenone era, tuttavia, ben più importante dei giochi. Durante le Grandi Panatenee (ma non per i normali festeggiamenti che si svolgevano ogni anno), le donne di Atene tessevano uno speciale peplo per la statua di Atena, che veniva portato al Partenone durante la processione. Si celebrava anche un sacrificio di massa in onore della dea chiamato Ecatombe (il sacrificio di cento buoi), e la carne degli animali uccisi veniva consumata nel corso di un fastoso banchetto che si teneva alla fine delle feste, la Pannychis.
Le Panatenee erano tra le poche feste di Atene a cui potevano partecipare anche le donne.